# Lokomotiv Baku
Lokomotiv Baku azerbajdžanski je ženski odbojkaški klub sa sjedištem u Bakuu. Natječe se u Azerbajdžanskoj Superligi i europskim klupskim natjecanjima u organizaciji CEV-a.

## Povijest
Klub je osnovan 1998. godine, otkada se natječe u Azerbajdžanskoj Superligi, najvišoj razini odbojkaških natjecanja u Azerbajdžanu. Prvi značajni uspjeh ostvaruju u sezoni 2002./2003. kada postaju državne doprvakinje, a sljedeće dvije sezone osvajaju treća mjesta. Taj su uspjeh ponovile i u dvjema igračkim sezonama između 2007. i 2009. godine.
Nakon drugog mjesta u državnoj ligi 2009./2010., odbojkašice Lokomotiva stekle su pravo nastupa u Challenge Cupu sljedeće sezone. Došle su do završnice, u kojoj su izgubile od gradskog rivala Azerraila. Sljedeće godine ponovno su došle do završnice, ali su ovaj put pobijedile drugog gradskog rivala (VC Baku) i ostvarile najveći rezultat u povijesti kluba. Također, sudjelovanjem u dvjema uzastopnim završnicama europskog natjecanja postigle su veliki uspjeh i za azerbajdžansku odbojku.
Nakon uspjeha u Challenge Cupu, Lokomotiv se narednih pet godina nije uspio plasirati ni u jedno europsko natjecanje. To razdoblje obilježile su i godišnje smjene trenera i sastava djevojčadi. Unatoč tome, uspjele su ostvariti još dva druga mjesta u domaćem prvenstvu, u razmaku dvije sezone (2011./2012. i 2014./2015.)